# Митохондријска Ева
У области људске генетике, митохондријска Ева се односи на најближег заједничког претка модерног човека по мајчиној линији. Другим речима, она је жена од којих данашњи људи потичу преко своје мајке, која даље потиче од своје мајке, и тако даље, све док се на крају не дође до једне особе. 
Пошто се сав митохондријски геном у општем случају преноси са мајке на потомство без рекомбинације, сви митохондријски геноми у свакој живој особи директно потичу од митохондријске Еве. Митохондријска Ева је женски пандан Y-хромозомском Адаму, најскоријем заједничком претку по очевој линији, мада их дели раздобље од неколико хиљада година.
Процењује се да је митохондријска Ева живела пре око 200.000 година, највероватније у источној Африци, када је Homo sapiens sapiens (савремени човек) као подврста почео да се развија од других подврста људи.
Митохондријска Ева је живела после хајделбершког човека и појаве неандерталаца, али пре миграције из Африке. Период у ком је живела Ева био је ударац мултирегионалној хипотези и чињеница која иде у прилог претпоставци да је модерни човек настао релативно недавно у Африци, одакле се ширио замењујући архаичније врсте људи попут неандерталаца.